# Leanne Marshall

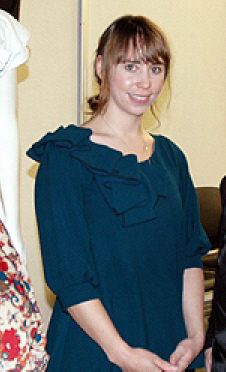
Leanne Marshall.

Deisy Leanne Marshall, född 10 oktober 1980 i Yuba City, Kalifornien, är en modedesigner från Portland, Oregon. 
Marshall är kanske mest känd för sin medverkan i den femte säsongen av TV-programmet Project Runway.  Hon tog sig hela vägen till finalen där hon visade upp sin våginspirerade kollektion i nyanser av turkos, elfenben och sand. Hon kröntes till vinnare. Marshall skapade en miljövänlig kollektion för bluefly.com som debuterade i juli 2009. Samtidigt designade hon också en gravidklänning åt Heidi Klum.